# Paturau (fleuve)
Le  fleuve Paturau  (en anglais : Paturau River, parfois appelé Patarau) est un cours d’eau de la région de Tasman de l’Île du Nord de Nouvelle-Zélande.

## Géographie
C‘est l’une des rivières  les plus au  nord de l’Île du Sud. Il s’écoule de façon prédominante vers le nord à partir de sa source dans la chaîne de ‘Wakamarama Range’ pour atteindre la  Mer de Tasman à 20 kilomètres à l’Ouest de la ville de Collingwood .